# 舞阪駅

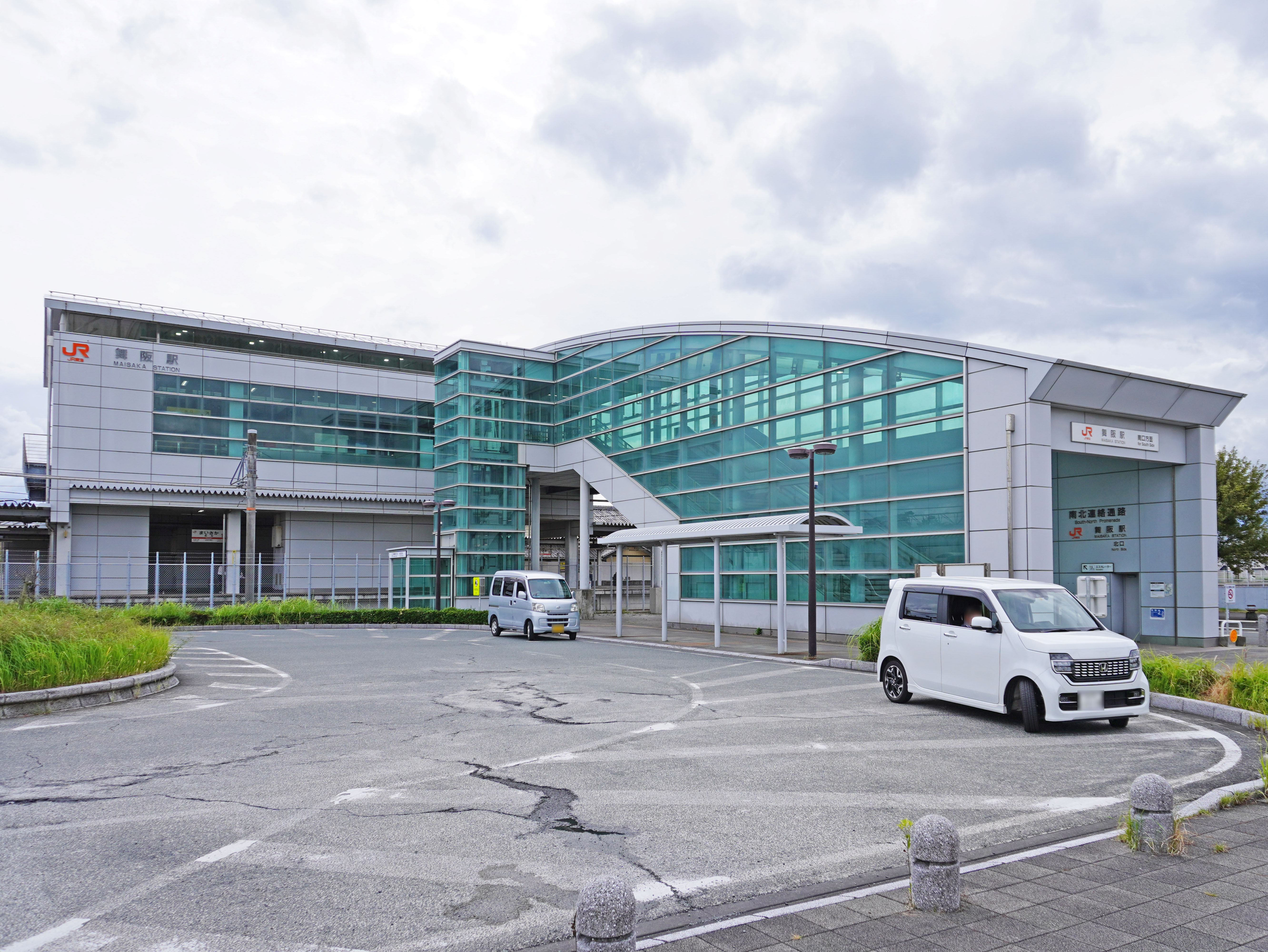
北口（2022年10月）

舞阪駅（まいさかえき）は、静岡県浜松市中央区馬郡町にある、東海旅客鉄道（JR東海）東海道本線の駅である。駅番号はCA36。浜松市及び東海道線区間では最南端に位置する駅。
旧・舞阪町の代表駅であるが、構内の大部分が平成の大合併以前から浜松市内に位置する。運行形態の詳細は「東海道線 (静岡地区)」を参照。

## 歴史
- 1888年（明治21年）
  - 9月1日：馬郡駅（まごおりえき）として、官設鉄道浜松駅 - 大府駅間の開通時に開業[2]。
  - 12月1日：舞坂駅に改称[2][注釈 3]。
- 1895年（明治28年）4月1日：線路名称制定。東海道線（1909年に東海道本線に改称）の所属となる。
- 1940年（昭和15年）6月1日：舞阪駅に改称[2][3]。
- 1971年（昭和46年）4月26日：貨物の取扱を廃止[2]。
- 1986年（昭和61年）11月1日：荷物の取扱を廃止[2]。
- 1987年（昭和62年）4月1日：国鉄分割民営化により、東海旅客鉄道（JR東海）の駅となる[2]。
- 2003年（平成15年）11月15日：橋上駅舎、南北自由通路完成（浜名湖花博関連事業）[4]。
- 2005年（平成17年）4月：自動改札機設置。
- 2008年（平成20年）3月1日：TOICAのサービス開始。

## 駅構造
単式ホーム1面1線と島式ホーム1面2線、合計2面3線のホームを持つ地上駅で橋上駅舎を備える。南側の単式ホームが1番線、中線を挟んで、北側の島式ホームが2・3番線となっている。ただし、2014年3月改正時点では3番線発着の定期列車の設定はない。
橋上駅舎化前は出入口は南側のみで、バスの出入りもできない狭い駅前であった。2004年の浜名湖花博開催にあたって、最寄り駅の一つとしてシャトルバス発着のスペースを設けるために北口開設の必要に迫られ、橋上駅舎と南北自由通路が合わせて建設された。
JR東海交通事業の職員が業務を担当する業務委託駅で、浜松駅が当駅を管理している。JR全線きっぷうりば、自動券売機などがある。

### のりば
| 番線 | 路線           | 方向           | 行先             |
| ---- | -------------- | -------------- | ---------------- |
| 1    | CA 東海道本線  | 下り           | 豊橋・名古屋方面 |
| 2    | CA 東海道本線  | 上り           | 浜松・静岡方面   |
| 3    | （予備ホーム） | （予備ホーム） | （予備ホーム）   |

（出典：JR東海:駅構内図）

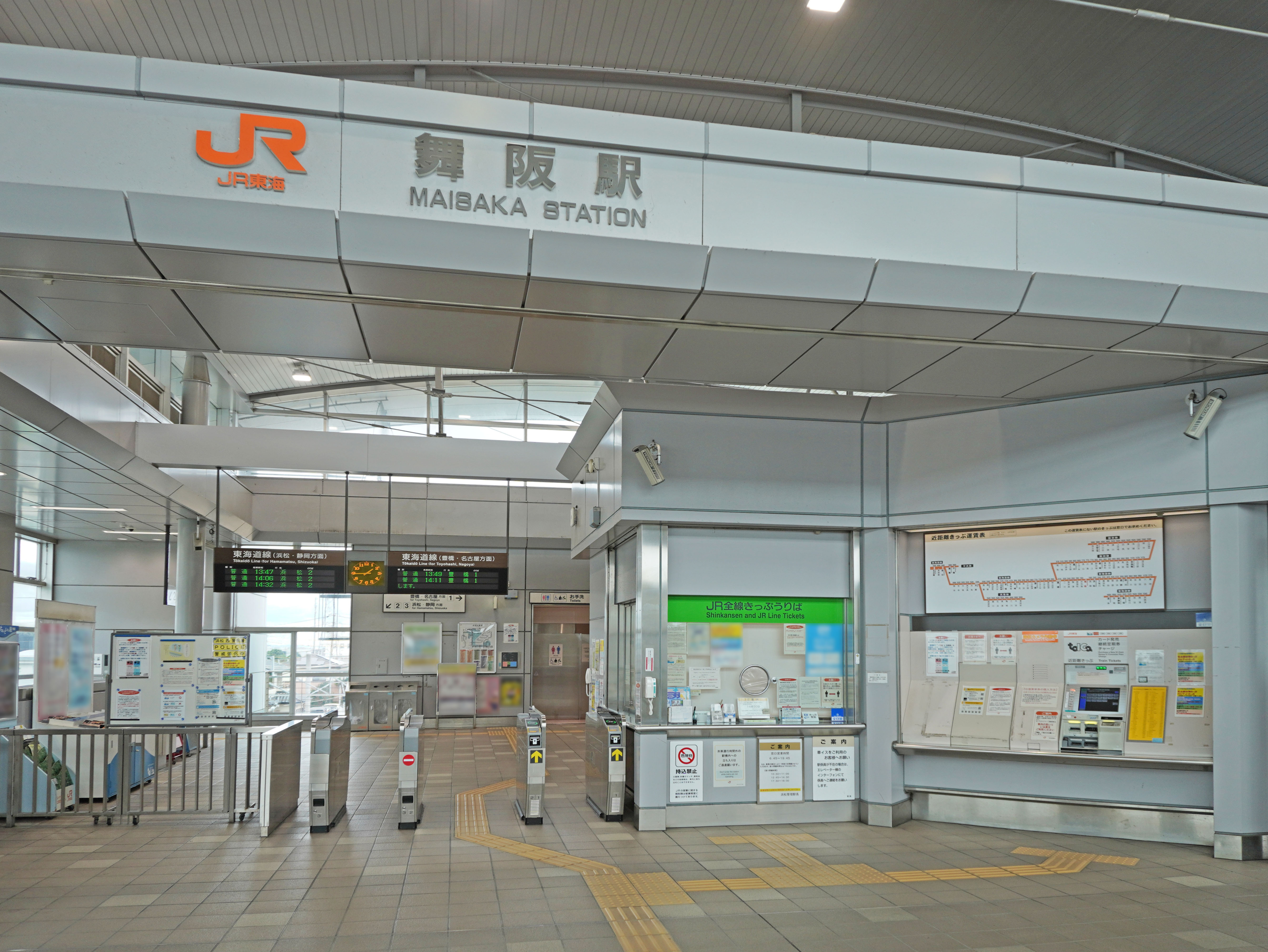
改札口（2022年10月）
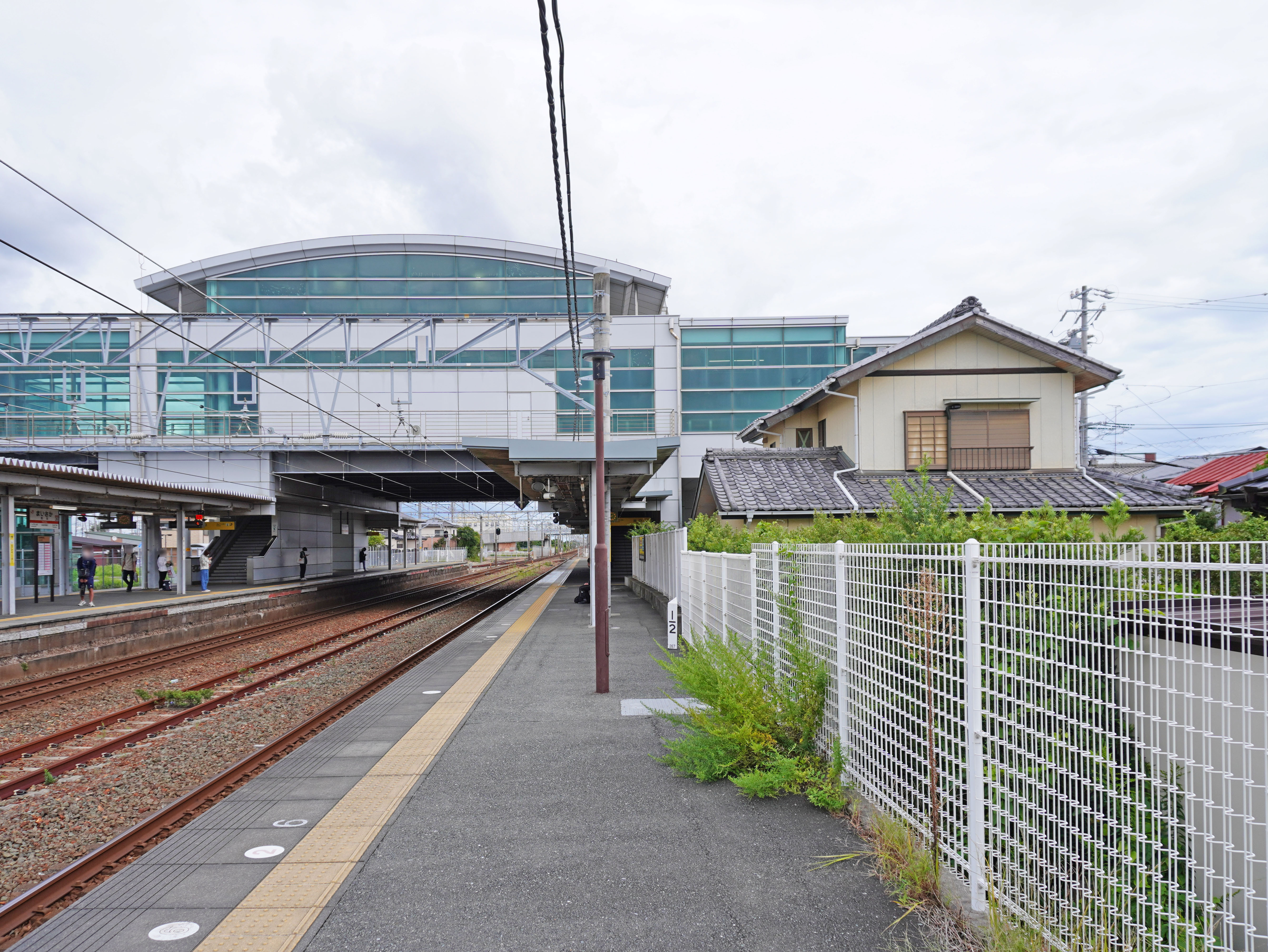
1番線ホーム（2022年10月）
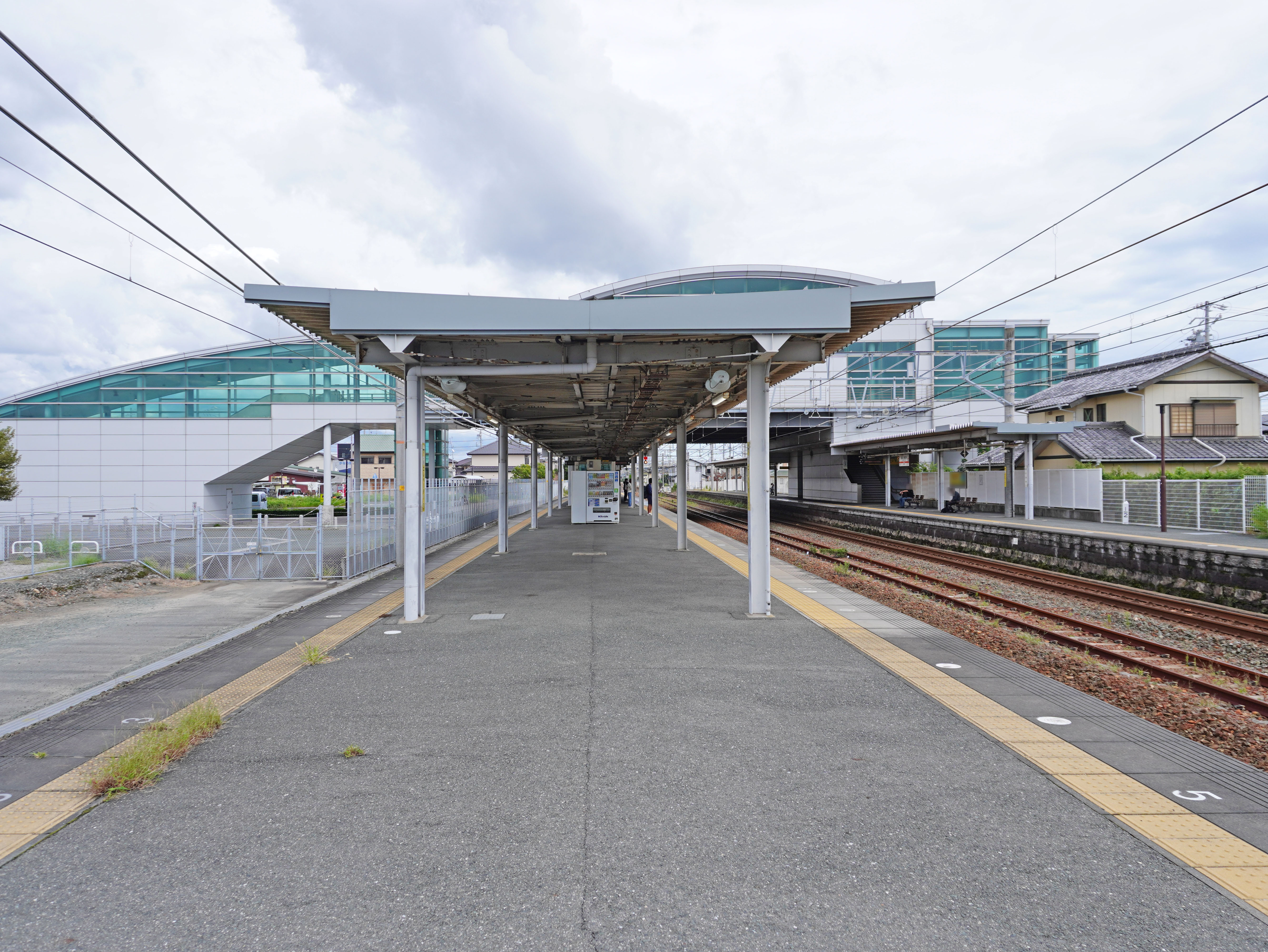
2・3番線ホーム（2022年10月）

## 利用状況
「静岡県統計年鑑」によると、2021年度（令和3年度）の1日平均乗車人員は2,058人である。
1993年度（平成5年度）以降の推移は以下のとおりである。
| 乗車人員推移       | 乗車人員推移     | 乗車人員推移 |
| 年度               | 1日平均 乗車人員 | 出典         |
| ------------------ | ---------------- | ------------ |
| 1993年（平成05年） | 3,023            | [ 5 ]        |
| 1994年（平成06年） | 2,892            | [ 5 ]        |
| 1995年（平成07年） | 2,855            | [ 5 ]        |
| 1996年（平成08年） | 2,790            | [ 5 ]        |
| 1997年（平成09年） | 2,687            | [ 5 ]        |
| 1998年（平成10年） | 2,591            | [ 5 ]        |
| 1999年（平成11年） | 2,506            | [ 5 ]        |
| 2000年（平成12年） | 2,488            | [ 5 ]        |
| 2001年（平成13年） | 2,464            | [ 5 ]        |
| 2002年（平成14年） | 2,371            | [ 5 ]        |
| 2003年（平成15年） | 2,357            | [ 5 ]        |
| 2004年（平成16年） | 3,435            | [ 5 ]        |
| 2005年（平成17年） | 2,383            | [ 5 ]        |
| 2006年（平成18年） | 2,535            | [ 5 ]        |
| 2007年（平成19年） | 2,527            | [ 5 ]        |
| 2008年（平成20年） | 2,585            | [ 5 ]        |
| 2009年（平成21年） | 2,526            | [ 5 ]        |
| 2010年（平成22年） | 2,527            | [ 5 ]        |
| 2011年（平成23年） | 2,533            | [ 5 ]        |
| 2012年（平成24年） | 2,579            | [ 5 ]        |
| 2013年（平成25年） | 2,596            | [ 5 ]        |
| 2014年（平成26年） | 2,643            | [ 5 ]        |
| 2015年（平成27年） | 2,628            | [ 5 ]        |
| 2016年（平成28年） | 2,697            | [ 5 ]        |
| 2017年（平成29年） | 2,719            | [ 5 ]        |
| 2018年（平成30年） | 2,731            | [ 5 ]        |
| 2019年（令和元年） | 2,682            | [ 5 ]        |
| 2020年（令和02年） | 2,025            | [ 5 ]        |
| 2021年（令和03年） | 2,058            | [ 5 ]        |

## 駅周辺
北口
- 浜名湖
- 静岡県立浜松湖南高等学校
- 浜松市西行政センター
- イオンモール浜松志都呂

南口

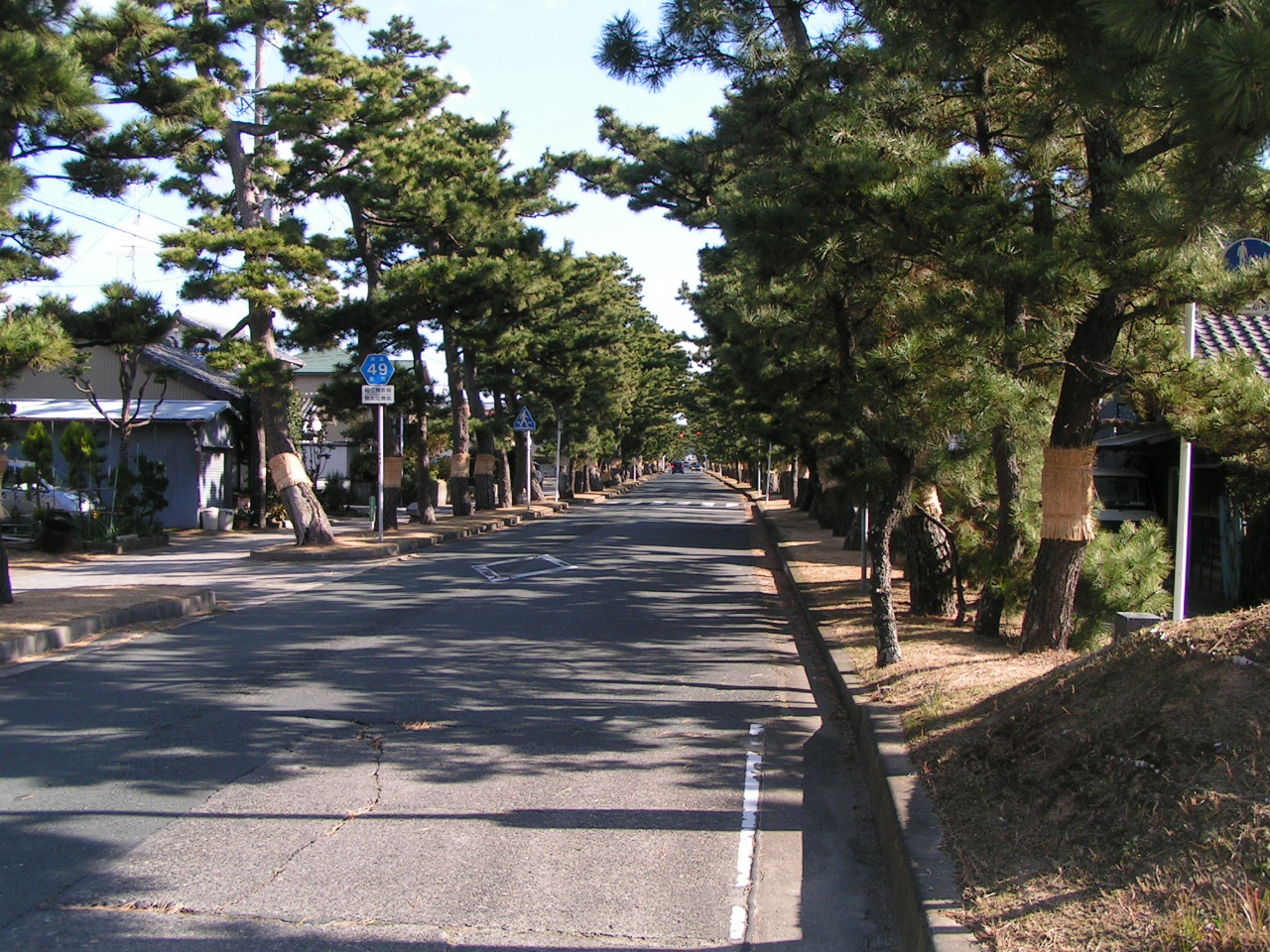
舞阪宿入口の松並木（2006年12月）

駅のすぐ西側から、旧浜名郡舞阪町となっている。
- スズキ輸送梱包 本社（旧河合楽器製作所跡地）
- 浜松市西消防署
- 舞阪駅前郵便局
- 舞阪郵便局
- 遠州信用金庫舞阪支店
- ゲオ浜松舞阪店
- 杏林堂舞阪店
- 舞阪婚礼家具センター
- 東海道松並木
- 稲荷山神社
- 国道301号
- フードマーケット マム 篠原店

## バス路線
舞阪駅（北口）　
- 遠鉄バス
  - 20 志都呂宇布見線：浜松駅

馬郡（南口）
駅南口から300mほど歩いた県道49号線上にある。
- 遠鉄バス
  - 12 浜松駅 / 馬郡車庫

このほか、浜名湖ガーデンパークへの臨時バスが運行される場合がある。

## 隣の駅
東海旅客鉄道（JR東海）
CA 東海道本線
■特別快速・■新快速・■快速・■区間快速・■普通（快速は上りのみ、新快速は下りのみ運転）
高塚駅 (CA35) - 舞阪駅 (CA36) - 弁天島駅 (CA37)